# Interpretazione cosmologica della meccanica quantistica
L'interpretazione cosmologica della meccanica quantistica, proposta da Anthony Aguirre e Max Tegmark, è un'interpretazione della meccanica quantistica che si applica nel contesto dell'inflazione eterna, che verosimilmente prevede uno spazio tridimensionale infinito con un infinito numero di pianeti e infinite copie di qualsiasi sistema quantico. Secondo questa interpretazione, la funzione d'onda per un sistema quantico non descrive un'immaginaria quantità di possibilità per cosa il sistema stia facendo, ma piuttosto l'effettiva raccolta spaziale di copie identiche del sistema che esistono nel nostro infinito universo. Il suo collasso può essere evitato. Inoltre, l'incertezza quantica che un soggetto può apprezzare riflette semplicemente l'incapacità del soggetto di collocare se stesso nello spazio, ovvero conoscere quale delle sue infinite copie, in qualsiasi parte dello spazio, sia quella che sta avendo le sue percezioni soggettive.

L'interpretazione cosmologica si basa sul teorema matematico che sostiene che quando lo stesso esperimento quantico viene eseguito in infiniti punti dello spazio contemporaneamente, il risultato è una sovrapposizione quantica di stati indistinguibili per tutto lo spazio, e in ognuno di questi stati, la frazione di tutti gli spazi dove un dato risultato avviene è uguale a quel dato per la regola di Born. In questo senso, le probabilità quantiche emergono da probabilità classiche.
Il cosmogonista Alexander Vilenkin ha espresso il suo sostegno nei confronti di questa ipotesi:
"Credo che questo sia un importante progresso. Hanno dimostrato che la matematica è davvero risolutiva. In un certo senso riordina i fondamenti della meccanica quantistica."